# Косухин, Владимир Михайлович
Косухин Владимир Михайлович (род. 21 ноября 1946, Тамбовская область) — советский борец классического стиля, чемпион СССР.

## Биография
Родился в 1946 году. Борьбой начал заниматься в 1960 году. 
В 1969 году выполнил норматив мастера спорта СССР. 
На чемпионатах СССР выступал 3 раз. Чемпион СССР 1972 года.
Мастер спорта СССР международного класса (1972).